# Новая (деревня, Рузский городской округ)
Новая — деревня сельского поселения Волковское Рузского района Московской области. Численность постоянно проживающего населения — 2 человека на 2006 год, в деревне числится 1 улица — совхоз Октябрьский. До 2006 года Новая входила в состав Покровского сельского округа.
Деревня расположена на севере района, примерно в 18 километрах севернее Рузы, у истоков речки Каменка — правом притоке Хабни. Ближайший населённый пункт — село Покровское — в 3 км на восток, высота центра над уровнем моря 149 м.